# هاري برايس
هاري برايس (بالإنجليزية: Hal Price)‏ هو ممثل أمريكي، ولد في 24 يونيو 1886 في الولايات المتحدة، وتوفي في 15 أبريل 1964 بلوس أنجلوس في الولايات المتحدة.

## وصلات خارجية
- هاري برايس على موقع IMDb (الإنجليزية)
- هاري برايس على موقع قاعدة بيانات الفيلم (الإنجليزية)